# Robert Tanneveau
Robert Tanneveau (Saulx-les-Chartreux, 27 luglio 1911 – Parigi, 15 maggio 1993) è stato un ciclista su strada francese.

## Carriera
Professionista dal 1934 al 1944, partecipò che ha partecipato al Tour France de France 1936, 1937 e 1938. Nel 1938 si aggiudicò il secondo posto al Bretagne Classic Ouest-France.

## Palmarès

### Strada
- 1935

Classifica generale Tour de l'Ouest
- 1936

Grand Prix cycliste d'Espéraza
- 1938

Classifica generale Circuit du Maine-et-Loire

## Piazzamenti

### Grandi Giri
- Tour de France

1936: 18ª
1937: 21ª
1938: 13ª